# Modafinil
 (février 2013).
Le modafinil est un psychostimulant utilisé dans le traitement de la narcolepsie et de l'hypersomnie idiopathique. Il fut testé sur un millier de soldats français lors de la guerre du Golfe en 1991, sans même que le médicament ait été autorisé. Il permet aux personnes qui souffrent d'une fatigue inhabituelle de rester éveillées sans effets secondaires ou presque. La prescription habituelle est d'une pilule dès l'éveil ; ses effets durent presque toute la journée, mais n'empêchent pas la personne de dormir aux horaires normaux. Il est prescrit sous les noms de marques Provigil aux États-Unis et en Belgique, Modiodal en France, Alertec au Canada, et Modasomil. Sa prescription en France doit se faire sur une ordonnance spéciale, « médicaments d'exception » en raison de son caractère puissant, de son usage parfois détourné et de son prix élevé.
Son mécanisme d'action est encore peu connu. Il est similaire aux agents sympathomimétiques, tels que les amphétamines ou le méthylphénidate, bien que son profil pharmacologique n'y soit pas identique. Son effet stimulateur central dépend de la dose et du temps. L'effet tend à être augmenté par la chloration mais réduit par la méthylation. Le modafinil bloque la recapture de la noradrénaline, de la dopamine par les terminaux noradrénergiques et dopaminergiques sur les neurones provoquant le sommeil du noyau ventrolatéral préoptique. Un tel mécanisme serait au moins partiellement responsable de l'effet provoquant l'éveil du modafinil. Il a été démontré dans une étude canadienne que ses effets sur le sommeil étaient relativement peu marqués en comparaison avec les amphétamines. Ils s'apparentent plutôt aux effets de l'administration d'un placebo. Cette même équipe canadienne montre que le modafinil permet de garder un état d'éveil, d'humeur et de performances cognitives similaires à la prise d'amphétamines.
Une étude du King's College de Londres et de l'université de Cambridge montre que l'adjonction de modafinil à un traitement antidépresseur (notamment inhibiteur sélectif de la recapture de la sérotonine) améliore le traitement des dépressions unipolaires et bipolaires, avec des effets bénéfiques sur la fatigue et la somnolence, avec des effets secondaires comparables au placébo.
Le dosage varie d'une fois 100 mg par jour à deux fois 200 mg par jour (le second environ quatre heures après l'éveil). Sa demi-vie dans le corps humain est de douze à quinze heures (respectivement pour les énantiomères S et R). Parmi les nombreux effets indésirables répertoriés, seul le mal de tête était statistiquement significatif avec une augmentation de cinq pour cent, les autres étant d'environ un pour cent supérieurs au placebo. Le modafinil provoque des maux de tête principalement dus à une stimulation excessive du système nerveux, une diminution des nutriments tels que le magnésium, une déshydratation, une veille prolongée ou une suppression de l'appétit entraînant une alimentation déséquilibrée.
Début 2019 en France, le nombre de personnes traitées par ce produit est estimée à environ 7 500.

## Effets secondaires et restrictions d'usage
Une évaluation a conclu à des effets indésirables justifiant de la part des autorités de santé européennes et de l'Afssaps à modifier le RCP et la notice du médicament en 2008.
Depuis 2010, l'Agence européenne des médicaments (EMA), à la suite d'une réévaluation du médicament, a recommandé de restreindre les indications de ce médicament à la narcolepsie exclusivement,.
Début 2019, le Comité pour l’Évaluation des Risques en matière de Pharmacovigilance (PRAC) de l’Agence européenne des médicaments (EMA) a émis un signalement à propos du risque pour le fœtus en cas d’exposition au modafinil pendant la grossesse.
Mi-2019, l'EMA a émis une note d'information recommandant d'éviter le modafinil chez la femme enceinte du fait de craintes de malformations.
De par son caractère psychoactif notamment, la prise de modafinil peut en effet entraîner plusieurs effets secondaires indésirables, :

### Les plus fréquents
- Troubles psychiatriques : insomnie, nervosité, excitation, anxiété.
- Maladies cardiaques : arythmie, tachycardie, palpitation.
- Maladies vasculaires : hypertension artérielle.
- Troubles neurologiques : hyperactivité psychomotrice.

### Les moins fréquents
- Troubles psychiatriques : dépression, lunatisme, idées suicidaires, manies, hallucinations, dépersonnalisation.
- Maladies cardiaques : angine de poitrine.
- Troubles gastro-intestinaux : diarrhée, nausées, maux d'estomac, vomissements, sécheresse de la bouche.
- Troubles cutanés graves : syndrome de Stevens-Johnson.
- Troubles neurologiques : vertiges, trouble des mouvements faciaux.

### Chez la femme enceinte, l'embryon...
Un risque tératogène est présent au cours du premier trimestre de la grossesse.
Une évaluation des effets du médicament sur les embryons ou fœtus, conduite par l'Agence européenne des médicaments (EMA) a abouti mi 2019 à de nouvelles recommandations (la notice présentait ce médicament comme "non recommandé" lors de la grossesse).
Selon l'Agence, durant la grossesse il est source d'un « risque potentiel de malformation congénitale », a alerté de son côté selon l'Agence nationale de sécurité du médicament (ANSM) en juillet 2019, en demandant aux médecins et patients "de privilégier les alternatives non médicamenteuses (approches comportementales, hygiène du sommeil et des siestes programmées au cours de la journée). De plus, les femmes en âge d'enfanter traitées par ce médicament « doivent utiliser une contraception efficace », à poursuivre "deux mois après l'arrêt" du traitement car la pilule contraceptive a une efficacité diminuée par le modafinil ; « d'autres méthodes contraceptives ou des méthodes associées sont recommandées chez les patientes traitées » précise le communiqué.

### Restriction d'usage
En Europe, selon l'Agence du médicament (mi-2019), le modafinil ne doit plus être prescrit pour les hypersomnies idiopathiques, somnolence diurne excessive résiduelle associée au syndrome d’apnées/hypopnées obstructives du sommeil, en raison d’un rapport bénéfice-risque considéré défavorable ; il doit être déconseillé chez l’enfant, le risque de survenue d’effets indésirables graves cutanés ou allergiques étant plus élevé dans cette population que chez l’adulte ; et il est contre-indiqué chez les patients ayant une hypertension modérée à sévère non contrôlée, et chez les patients souffrant d’arythmie cardiaque.
L’EMA a invité les laboratoires à limiter les risques induits par ce médicament, en informant les professionnels de santé des modifications du RCP, par la mise en place d’études sur la sécurité d’emploi et d’utilisation et en récoltant des informations sur les conditions réelles d'utilisation de ce produit (« L’usage détourné du modafinil devra aussi être évalué »,).

## Utilisation comme stimulant

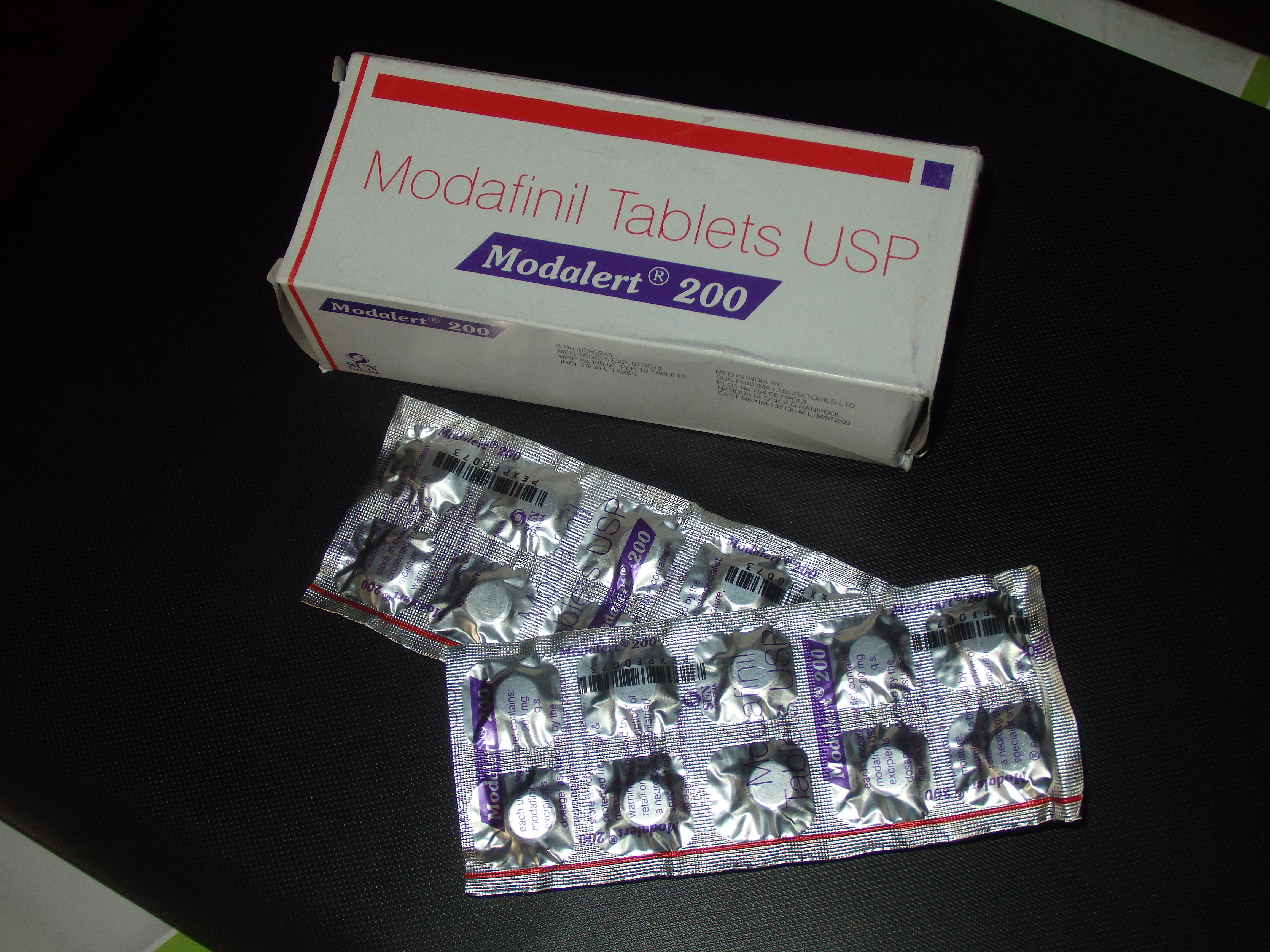
Modafinil (Modalert 200)

L'utilisation non médicale du modafinil afin d'augmenter la concentration et l'éveil est controversée. Par exemple, les étudiants, chirurgiens et chauffeurs peuvent en consommer dans leur cadre professionnel pour augmenter leurs performances ou réduire les risques d'inattention. Des chercheurs l'ont défini comme étant la "smart drug la plus sûre", ce qui relate de l'ampleur de l'utilisation du médicament en dehors du domaine thérapeutique. Néanmoins, il s'agit d'un psychotrope puissant dont les effets à long terme sont encore méconnus.
Bien qu'interdit dans ce contexte, le modafinil peut aussi être utilisé comme dopant sportif pour lutter contre la fatigue comme dans le cas du sprinter Calvin Harrison.

## Potentiel d'addiction et dépendance
Le risque d'addiction ou dépendance est très faible,. Néanmoins, une étude sur des singes montre qu'ils s'administrent eux-mêmes le modafinil après avoir été rendu dépendants à la cocaïne. Une autre sur des souris ne montre pas de dépendance aux doses équivalentes recommandées d'utilisation chez l'homme mais à des doses plus élevées.
Une dépendance psychologique a uniquement été rapportée dans certains cas incluant des surdosages quotidiens sur une période prolongée.

## Amélioration des capacités cognitives
Ruairidh Battleday et Anna-Katharine Brem suggèrent dans leur article validant l'efficacité du modafinil pour augmenter les fonctions cognitives que « le modafinil mérite son titre de premier agent pharmaceutique nootropique ». Une autre étude sur six patients en bonne santé confirme aussi ces effets positifs.
Des chercheurs s'accordent sur le fait que le modafinil améliore certains effets de la mémoire d'après des expériences telles que la rétention de nombres en mémoire, la manipulation de nombres et la reconnaissance de motifs. Les résultats relatifs à la mémoire spatiale, aux fonctions exécutives et sur l'attention sont équivoques,,.
Le modafinil améliore l'apprentissage chez les consommateurs de méthamphétamine et réduit les symptômes de personnes hyperactives.
Des chercheurs d'Oxford et de Harvard ont mené 24 études reportant une amélioration des capacités de planification, prise de décision, mémoire et apprentissage,.
Une étude germano-suédoise du psychiatre Klaus Lieb à l'université de Mainz trouve que le modafinil améliore les performances des joueurs d'échec de 15 %,,,,.

## Simple stimulant ou dopage intellectuel?
L'utilisation détournée massive du médicament amène à se demander s'il faut limiter la prescription du modafinil aux patients atteints de narcolepsie. Selon une étude en Grande-Bretagne, un cinquième des étudiants en aurait déjà consommé.
Le modafinil est parfois nommé « drogue de Limitless » en référence au film homonyme, racontant l'histoire d'un écrivain qui utiliserait une drogue pour trouver de l'inspiration pour son livre et faire des chiffres à la bourse.
90 % de la consommation du modafinil serait « off-label », les utilisateurs s'en procureraient en consultant un médecin ou en commandant la drogue sur des sites internet.
De nombreux articles de journaux non scientifiques parlent du modafinil comme d'une « drogue sûre »,, pourtant la substance est un psychotrope puissant qui reste indisponible sans ordonnance.